# 노형원
{{영화인 정보
| 이름 = 노형원 
| 직업 = 배우
|소속사= 무
노형원[대한민국]의 배우이다.

## 학력
- 한국예술종합학교 연기전공 학사

## 출연작

### 영화
- 《사냥의 시간》 (2018년)
- 《명당》 (2017년)
- 《살인자의 기억법》 (2016년)
- 《검사외전》 (2015년)
- 《역전의 날》
- 《판도라》 (2016년)
- 《허삼관》 (2014년)
- 《우는 남자》 (2013년)
- 《용산 나이트》 (2013년)
- 《사원증》 (2013년)
- 《총총》
- 《보시》

### 드라마
- 《배드 파파》 (2018년, MBC)